# Capo dei capi
Capo dei capi (italiană: [ˈkaːpo dei ˈkaːpi] ; „șeful șefilor”) sau capo di tutti i capi (italiană: [ˈkaːpo di ˈtutti i ˈkaːpi] ; „șef al tuturor șefilor”) sau Nașul (italiană Padrino) sunt termeni utilizați cu precădere de mass-media, de public și de instituțiile care aplică legea pentru a denota un șef în mafia americană și siciliană a cărui influență este extrem de puternică în întreaga organizație. Termenul a fost introdus publicului american de către Comisia Kefauver⁠(d) în 1950.

## Mafia americană

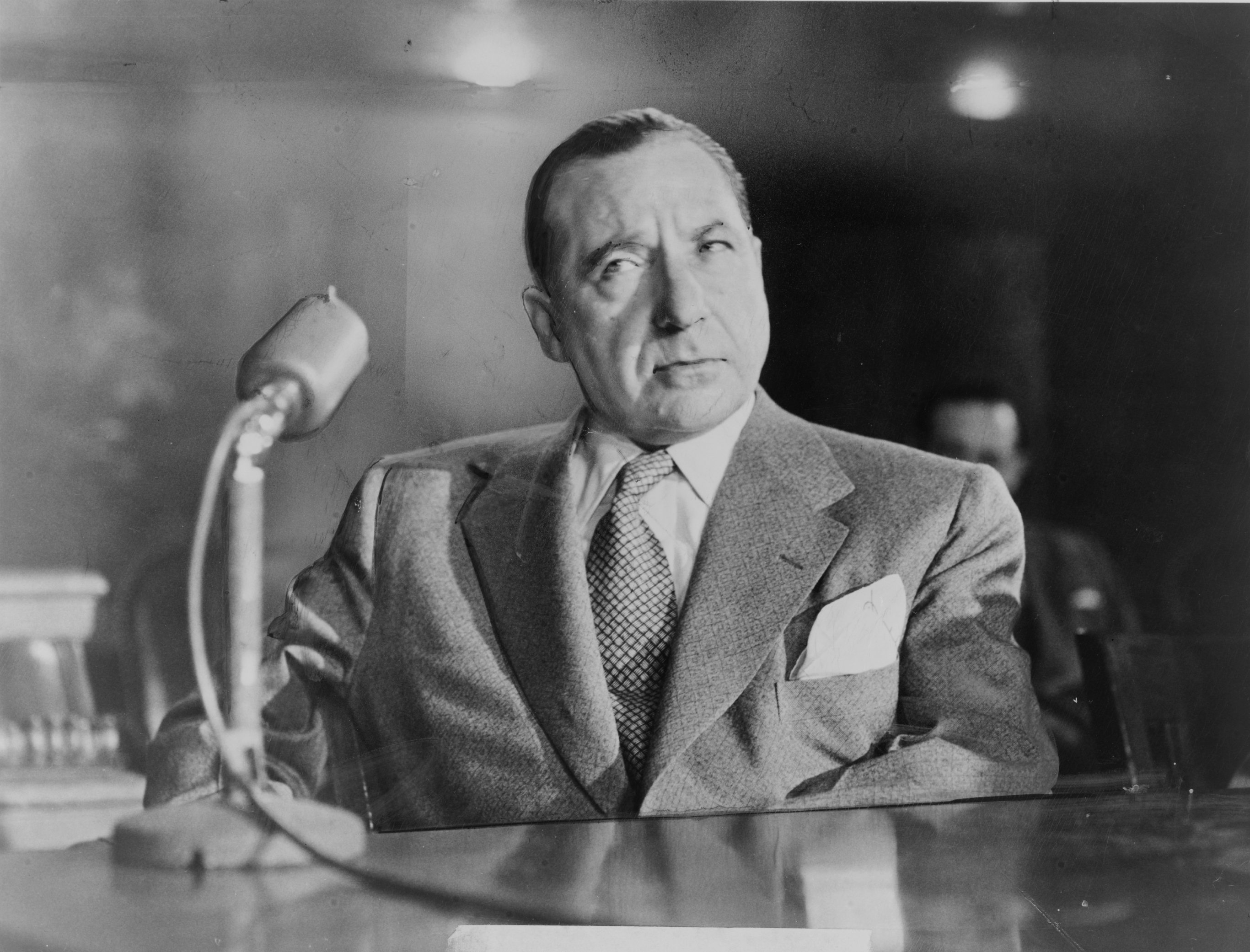
Frank Costello depunând mărturie în fața.

Titlul a fost aplicat de membrii mafiei lui Giuseppe Morello⁠(d) în jurul anului 1900 conform lui Nick Gentile⁠(d). Șefii Joe Masseria (1928-1931) și Salvatore Maranzano (1931) au folosit titlul în încercarea de a controla toate familiile și activitățile acestora. Când Maranzano a câștigat războiul Castellammarese, acesta s-a declarat șef al tuturor șefilor, a înființat organizația Cinci Familii și a ordonat fiecărei familii să-i plătească tribut. Acest fapt a provocat o reacții negative care a condus la eliminarea acestuia în septembrie 1931 la ordinele lui Lucky Luciano. Deși puțini s-ar fi împotrivit deciziei lui Luciano dacă s-ar fi declarat capo di tutti i capi, acesta a abolit titlul, considerând că funcția a creat probleme în rândul familiilor și ar deveni imediat țintă dacă și-ar asuma această poziție. În schimb, Luciano a înființat Comisia cu scopul de a conduce mafia și a-și păstra controlul asupra tuturor familiilor, prevenind în același timp alte războaie între găști⁠(d); șefii au aprobat ideea înființării unei Comisiei. Acesta este formată dintr-un „consiliu de administrație” care supraveghează toate activitățile mafiei din Statele Unite și mediază conflictele dintre familii.
Comisia a fost formată din șefii celor cinci familii din New York, familia Buffalo și Chicago Outfit. De atunci, deși titlul de capo dei capi a fost acordat de mass-media celui mai puternic dintre șefi, mafia nu a recunoscut niciodată poziția în sine. Liderii familiei Genovese Lucky Luciano (1931–1946), Frank Costello (1946–1957) și Vito Genovese (1957–1959) au primit acest titlu.
Odată cu apariția lui Carlo Gambino, familia Gambino a devenit cea mai puternică dintre familii și acestuia i s-a acordat titlul din 1962 până în 1976. Același titlu l-au primit și succesorii săi Paul Castellano (1976-1985) și John Gotti (1985-1992). Odată cu decăderea lui Gotti, șeful genovez Vincent Gigante a deținut titlul din 1992-1997. De atunci, popularitatea termenului a scăzut puternic. Șeful familiei Bonanno, Joseph Massino, a fost recunoscut de patru dintre cele cinci familii ca președinte al Comisiei din 2000 până în 2004; în acest timp el a fost singurul șef cu drepturi depline din New York care nu era închis.